# Edward Fitzsimmons Dunne

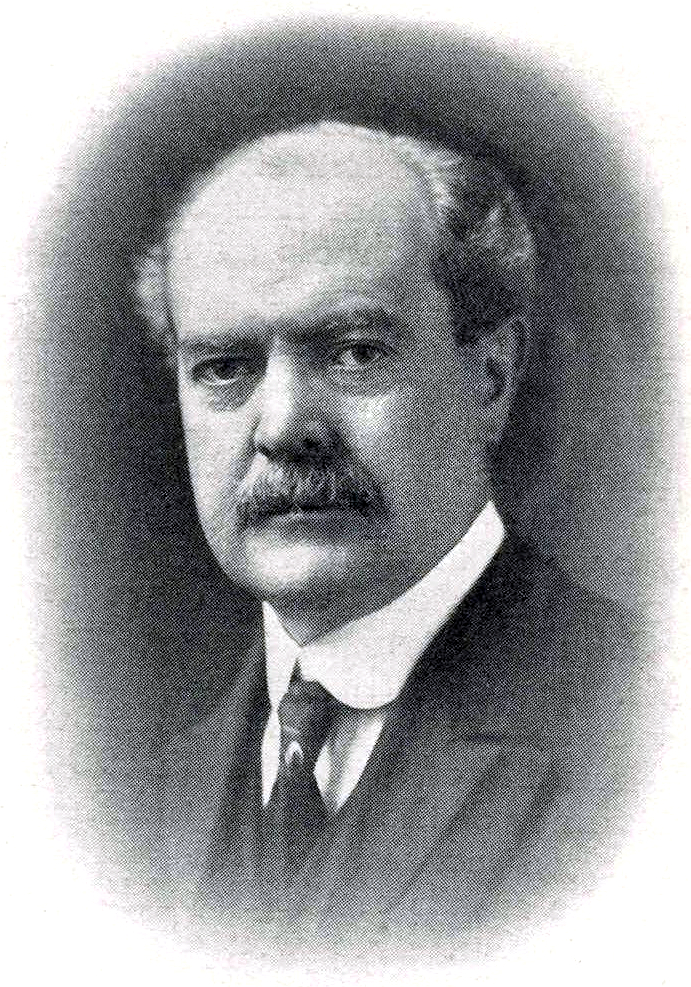
Edward Fitzsimmons Dunne

Edward Fitzsimmons Dunne (* 12. Oktober 1853 in Watertown, Connecticut; † 24. Mai 1937 in Chicago, Illinois) war ein US-amerikanischer Politiker und von 1913 bis 1917 der 24. Gouverneur von Illinois. Zwischen 1905 und 1907 war er Bürgermeister in Chicago.

## Frühe Jahre und politischer Aufstieg
Edward Dunne durchlief die Grundschule in Peoria. Dann studierte er bis 1877 am Union College Jura und praktizierte anschließend in Chicago als Anwalt. Dunnes politische Laufbahn begann 1892. In diesem Jahr wurde er Richter im Cook County. Diese Position behielt er bis 1905. Zwischen 1905 und 1907 war er Bürgermeister von Chicago. Im Jahr 1912 wurde er von der Demokratischen Partei zum Kandidaten für die bevorstehende Gouverneurswahl ernannt. Bei der eigentlichen Wahl gelang ihm ein deutlicher Wahlsieg gegen den bisherigen Gouverneur Charles S. Deneen.

## Gouverneur von Illinois
Dunnes vierjährige Amtszeit begann am 3. Februar 1913. In seiner Amtszeit förderte er den Ausbau des Straßennetzes in Illinois. Am 26. Juni 1913 wurde in Illinois das Frauenwahlrecht für die Präsidentschaftswahlen eingeführt. Damit war Illinois der erste Staat östlich des Mississippi River, der solch ein Gesetz erließ. Auf Bundesebene wurde das Frauenwahlrecht erst 1919 eingeführt. Erwähnenswert ist noch ein Schiffsunglück auf dem Chicago River vom 24. Juli 1915 bei dem 812 Menschen ums Leben kamen. Im Jahr 1916 bewarb sich Dunne um seine Wiederwahl, unterlag aber seinem republikanischen Gegner Frank Orren Lowden.

## Weiterer Lebenslauf
Nach dem Ausscheiden aus dem Amt des Gouverneurs widmete sich Dunne vor allem seinen privaten Angelegenheiten. Im Jahr 1930 arbeitete er nochmals als Anwalt für das Cook County. 1933 veröffentlichte er eine Abhandlung der Geschichte von Illinois in fünf Bänden (The Heart of the Nation). Edward Dunne starb am 14. Mai 1937 in Chicago. Er war mit Elizabeth Kelly verheiratet, mit der er drei Kinder hatte.